# Plecturocebus donacophilus
Plecturocebus donacophilus is een zoogdier uit de familie van de sakiachtigen (Pitheciidae). De wetenschappelijke naam van de soort werd voor het eerst geldig gepubliceerd door Alcide d'Orbigny in 1836.

## Voorkomen
De soort komt voor in West-Centraal-Bolivia, in de provincies El Beni en Santa Cruz, in de Rio Marmoré-Grande en Rio San Miguel.